# José Machín
José Ndong Machín Dicombo znany też jako Pepín (ur. 14 sierpnia 1996 w Bacie) – piłkarz z Gwinei Równikowej grający na pozycji środkowego pomocnika.

## Kariera klubowa
Swoją karierę piłkarską Machín rozpoczynał w juniorach takich klubów jak: La Floresta (2003-2004), FC Barcelona (2004-2008), La Floresta (2008-2009), FC Cambrils (2009-2010), Gimnàstic Tarragona (2010-2012) i Málaga CF (2012-2014). W 2014 roku został członkiem zespołu rezerw Málagi i grał w nich w sezonie 2014/2015 w Tercera División. W 2015 roku przeszedł do AS Roma, a w 2016 został wypożyczony do grającego w Serie B, Trapani Calcio. Swój debiut w nim zaliczył 28 sierpnia 2016 w zremisowanym 2:2 wyjazdowym meczu z Novarą Calcio. W Trapani spędził pół roku.
W styczniu 2017 Machína wypożyczono do szwajcarskiego FC Lugano. Swój debiut w nim w Swiss Super League zanotował 19 marca 2017 w przegranym 0:2 domowym meczu z BSC Young Boys. Zawodnikiem Lugano był do lata 2017.
W lipcu 2017 Machín trafił na wypożyczenie do Brescii Calcio. Zadebiutował w niej w Serie B 26 sierpnia 2017 w przegranym 1:2 wyjazdowym spotkaniu z US Avellino 1912. W Brescii grał w rundzie jesiennej sezonu 2017/2018.
W styczniu 2018 Machín udał się na wypożyczenie do Pescary. W niej swój debiut zaliczył 13 marca 2018 w przegranym 0:1 domowym meczu z Carpi FC 1909. W lipcu 2018 został wykupiony przez Pescarę za 1,8 miliona euro.
W styczniu 2019 Machín został wypożyczony do Parmy. W Parmie swój debiut w Serie A zanotował 24 lutego 2019 w przegranym 0:4 domowym spotkaniu z SSC Napoli. W lipcu 2019 Parma wykupiła go z Pescary za 2,8 miliona euro, a w sierpniu 2019 wypożyczyła go do tego klubu. W Pescarze grał do stycznia 2020.
W styczniu 2020 Machína wypożyczono do grającej w Serie C1 Monzy. Swój debiut w Monzy zaliczył 9 lutego 2020 w zremisowanym 2:2 wyjazdowym meczu ze Sieną. W sezonie 2019/2020 wywalczył z Monzą awans do Serie B, a w lipcu 2020 Monza wykupiła go za kwotę 4 milionów euro. Rundę wiosenną sezonu 2020/2021 Machín spędził na kolejnym wypożyczeniu do Pescary.
| Sezon   | Klub                 | Kraj       | Rozgrywki        | Mecze | Gole |
| ------- | -------------------- | ---------- | ---------------- | ----- | ---- |
| 2014/15 | Atlético Malagueño   | Hiszpania  | Tercera División | 2     | 0    |
| 2015/16 | AS Roma              | Włochy     | Serie A          | 0     | 0    |
| 2016/17 | Trapani Calcio       | Włochy     | Serie B          | 7     | 0    |
| 2016/17 | FC Lugano            | Szwajcaria | Super League     | 3     | 0    |
| 2017/18 | Brescia Calcio       | Włochy     | Serie B          | 22    | 1    |
| 2017/18 | Delfino Pescara 1936 | Włochy     | Serie B          | 10    | 2    |
| 2018/19 | Delfino Pescara 1936 | Włochy     | Serie B          | 17    | 1    |
| 2018/19 | Parma Calcio 1913    | Włochy     | Serie B          | 2     | 0    |
| 2019/20 | Delfino Pescara 1936 | Włochy     | Serie B          | 20    | 7    |
| 2019/20 | AC Monza             | Włochy     | Serie C1         | 3     | 0    |
| 2020/21 | AC Monza             | Włochy     | Serie B          | 10    | 0    |
| 2020/21 | Delfino Pescara 1936 | Włochy     | Serie B          | 19    | 2    |

## Kariera reprezentacyjna
W reprezentacji Gwinei Równikowej Machín zadebiutował 12 listopada 2015 w przegranym 0:2 meczu eliminacji do MŚ 2018 z Marokiem, rozegranym w Agadirze. W 2022 roku został powołany do kadry na Puchar Narodów Afryki 2021. Na tym turnieju wystąpił w pięciu meczach: grupowych z Wybrzeżem Kości Słoniowej (0:1), z Algierią (1:0), ze Sierra Leone (1:0), w 1/8 finału z Mali (0:0, k. 6:5) i ćwierćfinałowym z Senegalem (1:3).